# Cinclidium
A Cinclidium a madarak osztályának verébalakúak (Passeriformes) rendjébe és a légykapófélék (Muscicapidae) családjába tartozó nem.

## Rendszerezés
A nembe az alábbi 3 faj tartozik:
- kék tükrösfarkú (Cinclidium leucurum vagy Myiomela leucura)
- gyémánt tükrösfarkú (Cinclidium diana vagy Myiomela diana)
- kormos azúrcsuk (Cinclidium frontale)